# Fermattal
Ett fermattal är inom talteorin ett naturligt tal, som kan skrivas på formen:
{\displaystyle 2^{2^{n}}+1}
där n är ett naturligt tal. 
Ett fermattal betecknas Fn , där
{\displaystyle F_{n}=2^{2^{n}}+1}
De sju första Fermattalen är (talföljd A000215 i OEIS):
{\displaystyle F_{0}=3\,}
{\displaystyle F_{1}=5\,}
{\displaystyle F_{2}=17\,}
{\displaystyle F_{3}=257\,}
{\displaystyle F_{4}=65\,537}
{\displaystyle F_{5}=4\,294\,967\,297}
{\displaystyle F_{6}=18\,446\,744\,073\,709\,551\,617}.
Fermattalen studerades först av Pierre de Fermat, som förmodade att de alla var primtal. Hypotesen visade sig dock vara falsk.  Leonhard Euler fann 1732 att F5 = 4 294 967 297 = 641·6 700 417. De fermattal, som är primtal kallas Fermatprimtal och de enda sådana, som man känner till är 3, 5, 17, 257 och 65537. 
Fermattalen är parvis relativt prima.
Det lägsta Fermattal vars primtalsstatus var okänd var i november 2024 F33 (ett tal med 2 585 827 973 siffror) och av Fermattalen som är mindre än detta var inga primtalsfaktorer till F20 och F24 kända, utan det hade bara visats att de är sammansatta. Alla Fermattal upp till F11 är fullständigt faktoriserade och totalt 305 Fermattal har visats vara sammansatta, det största av dessa är F3329780 som innehåller primtalsfaktorn 193.

## Andra egenskaper
Ett Fermattal kan inte vara perfekt eller en del av ett par av vänskapligt tal.
Serien av reciprokerna av alla primtalsfaktorer av Fermattalen konvergerar. 
Om nn + 1 är ett primtal, finns det ett heltal m sådant att n = 22m. Ekvationen
nn + 1 = F(2m+m)
gäller samtidigt.
Låt den största primtalsfaktorn av Fermattalet Fn vara P(Fn). Då är
{\displaystyle P(F_{n})\geq 2^{n+2}(4n+9)+1.} 
Alla Fermattal utom F0 och F1 slutar med en sjua (decimalt) eftersom {\displaystyle n\geq 2\Rightarrow 2^{2^{n}}=(2^{4})^{2^{n-2}}}{\displaystyle =16^{2^{n-2}}}, vilket alltid slutar på en sexa, och {\displaystyle 6+1=7}.

## Förklaring
1. ↑  {\displaystyle \textstyle \log _{10}F_{33}\approx 2^{33}\cdot \log _{10}2\ =8\,589\,934\,592\cdot \log _{10}2\ \approx \ 2\,585\,827\,972{,}98}.

### Fotnoter
1. ↑  Kenneth H. Rosen (2011) (på engelska). Elementary Number Theory and Its Applications (6). ISBN 0321717759
2. ↑  Keller, Wilfrid, ”Prime Factors of Fermat Numbers”, ProthSearch.com, http://www.prothsearch.com/fermat.html#Summary (engelska)
3. ↑  Wilfrid Keller, Prime factors k · 2n + 1 of Fermat numbers Fm and complete factoring status.
4. ↑  Luca, Florian (2000), ”The anti-social Fermat number”, American Mathematical Monthly 107 (2):  171–173, doi:10.2307/2589441, http://www.maa.org/publications/periodicals/american-mathematical-monthly/american-mathematical-monthly-february-2000
5. ↑  Křížek, Michal; Luca, Florian & Somer, Lawrence (2002), ”On the convergence of series of reciprocals of primes related to the Fermat numbers” (PDF), Journal of Number Theory 97 (1):  95–112, doi:10.1006/jnth.2002.2782, http://www.sciencedirect.com/science/journal/0022314X/97/1
6. ↑  Jeppe Stig Nielsen, "S(n) = n^n + 1".
7. ↑  Grytczuk, A.; Luca, F. & Wójtowicz, M. (2001), ”Another note on the greatest prime factors of Fermat numbers”, Southeast Asian Bulletin of Mathematics 25 (1):  111–115, doi:10.1007/s10012-001-0111-4
8. ↑  Eftersom {\displaystyle \scriptstyle 6\cdot 6=36\equiv 6{\pmod {10}}\ \Rightarrow \ a\equiv 6{\pmod {10}}\ \land \ b\equiv 6{\pmod {10}}\ \Rightarrow \ ab\equiv 6{\pmod {10}}}. Eller med bokstäver: Eftersom sex gånger sex är lika med trettiosex, som har en sexa som entalssiffra i det decimala talsystemet, kommer produkten av två tal, båda med sex som entalssiffra, också att ha en sexa som entalssiffra.